# Масловиці (Радомщанський повіт)
Масловиці (пол. Masłowice) — село в Польщі, у гміні Масловиці Радомщанського повіту Лодзинського воєводства.
Населення — 364 особи (2011).
У 1975-1998 роках село належало до Пйотрковського воєводства.

## Демографія
Демографічна структура станом на 31 березня 2011 року:
|          | Загалом | Допрацездатний вік | Працездатний вік | Постпрацездатний вік |
| -------- | ------- | ------------------ | ---------------- | -------------------- |
| Чоловіки | 180     | 30                 | 126              | 24                   |
| Жінки    | 184     | 36                 | 102              | 46                   |
| Разом    | 364     | 66                 | 228              | 70                   |